# Dominique Ohaco
Dominique Ohaco est une skieuse acrobatique chilienne, née le 19 décembre 1995.

## Biographie
Elle est la porte-drapeau de la délégation chilienne aux Jeux olympiques d'hiver de 2014, où elle est 13e en slopestyle.
Lors de la saison 2017-2018 de Coupe du monde, elle obtient son premier podium en terminant troisième du big-air de Mönchengladbach.